# Elaeagnaceae
Famille
Classification APG III (2009)
Les Elaeagnaceae (les Éléagnacées) sont une famille de plantes à fleurs dicotylédones de l'ordre des Rosales qui comprend 50 espèces réparties en 3 genres.
Ce sont des arbres ou des arbustes, parfois épineux, certains adaptés aux zones arides, des steppes ou des côtes tempérées à tropicales. Certaines espèces produisent des fruits comestibles. C'est le cas de l'argousier (Hippophae rhamnoides) et de Eleagnus angustifolia.

## Étymologie
Le nom vient du genre type Elaeagnus qui fut longtemps confondu avec le genre Salix.
L’Elaeagnus, « Chalef » selon Fournier, est le nom d’un arbrisseau indéterminé, issu du grec ελαια / elaia, olivier, et αγνοσ / agnos, agnus castus ou gattilier.
Selon Maarten et al, le mot Elaeagnus est issu du grec ελαίαγνος / elaíagnos, désignant un saule, mot lui-même dérivé des mots grecs ελώδες / helodes, « poussant dans les marécages », et αγνός / agnos, pur, en référence aux fruits blancs d'un saule. Le nom aurait été ensuite appliqué à l'oléaster (Elaeagnos angustifolia ou Salix elaeagnos), qui ressemble à un saule.
Cependant, le nom vernaculaire chalef qui, en français désigne les éléagnus, est rapproché d’un des mots arabes désignant le « saule », sans doute par amalgame entre les genres Elaeagnus et Salix.
Une origine sémitique du mot est probable. En arabe deux mots désignent le saule : صَفْصَاف (safsaf) et خلاف (khalaf ou khilaf), saule d’Égypte, Salix aegyptiaca, qui a donné « chalaf », « calafé », « chalif », « bulef » attribués au saule commun Salix alba, ainsi que « safsaf », attribué au saule de Babylone ou Saule pleureur, Salix babylonica, et aussi à Salix subserrata.

Or خلاف (khilaf) a une double signification en arabe, « saule » et « désaccord, contestation ». L’historien irakien du XIIIe siècle, Ibn al-Tiqtaqa, dans son « Histoire des dynasties musulmanes » raconte cette anecdote : 

« Un jour, Mansour remarqua dans son jardin un petit arbuste de saule d’Égypte de l'espèce dite khilâf. Ne connaissant pas cette plante, il demanda : « Quel est le nom de cet arbuste, Rabi' ? — Unanimité et accord », répondit le vizir, parce qu'il lui répugnait de dire : désaccord (khilâf). Mansour admira son esprit d'à-propos et il fut satisfait de sa réponse. »

.
Quant à l'olivier de Bohème, Elaeagnus angustifolia (Elaeagnaceae), dont le feuillage ressemble à celui du Saule (Salicaceae), il est nommé chale au Proche-Orient,.

## Classification
En classification classique de Cronquist (1981), cette famille était placée l'ordre des Proteales.
La classification phylogénétique APG III (2009) la situe dans l'ordre des Rosales.

## Liste des genres
Selon Angiosperm Phylogeny Website (31 mai 2010), NCBI (31 mai 2010), DELTA Angio (31 mai 2010) et ITIS (31 mai 2010) :
- Elaeagnus L.
- Hippophae L.
- Shepherdia Nutt.

## Liste des espèces
Selon NCBI (31 mai 2010) :
- genre Elaeagnus
  - Elaeagnus angustifolia
  - Elaeagnus bockii
  - Elaeagnus commutata
  - Elaeagnus formosana
  - Elaeagnus glabra
  - Elaeagnus moorcroftii
  - Elaeagnus multiflora
  - Elaeagnus oldhamii
  - Elaeagnus pungens
  - Elaeagnus umbellata
  - Elaeagnus sp. Chase 2414
  - Elaeagnus sp. MVSP-2007
  - Elaeagnus sp. Nickrent 2898
- genre Hippophae
  - Hippophae goniocarpa
  - Hippophae gyantsensis
  - Hippophae litangensis
  - Hippophae neurocarpa
  - Hippophae rhamnoides
  - Hippophae salicifolia
  - Hippophae tibetana
- genre Shepherdia
  - Shepherdia argentea
  - Shepherdia canadensis
  - Shepherdia sp. IND